# Birgit Prinzová
Birgit Prinzová (* 25. října 1977, Frankfurt nad Mohanem, Západní Německo) je bývalá německá fotbalistka, dvojnásobná mistryně světa ve fotbale žen a trojnásobná hráčka roku podle FIFA, 3× také vyhrála Mistrovství Evropy ve fotbale žen a 3× obsadila bronzovou příčku na olympijských hrách.
Na klubové úrovni hrála za německý 1. FFC Frankfurt (ve Frauen-Bundeslize) a americký Carolina Courage (v Women's United Soccer Association).
Reprezentační i klubovou kariéru ukončila v roce 2011.